# Valentin Alexandru
Valentin Marius Alexandru (sinh ngày 17 tháng 9 năm 1991) là một cầu thủ bóng đá người România thi đấu ở vị trí tiền đạo cho Dunărea Călărași.